# Ultra Short Baseline
Ultra Short Baseline (USBL) ist ein Unterwassernavigationssystem, das auf Laufzeiten von Wasserschall zwischen dem Objekt und mehreren Bezugspunkten basiert. USBL-Systeme werden benutzt, um die Position von Objekten oder Geräten unter Wasser zu bestimmen.
In der Regel sind an Bord eines Schiffs, das mit einem USBL-System ausgerüstet ist, mehrere Hydrophone zum Empfangen installiert. Das Objekt unter Wasser, dessen Position bestimmt werden soll, verfügt über einen Sender (Beacon). Damit wird ein akustisches Signal gesendet, das an Bord des Schiffs von den Empfangshydrophonen aufgenommen wird.
Die Entfernung zum Objekt ergibt sich bei Kenntnis der Schallgeschwindigkeit aus absoluten Laufzeiten, für die der Zeitpunkt der Aussendung bekannt sein muss. Es werden genaue Uhren benutzt oder dem Sendehydrophon der Befehl zum Senden übermittelt, ebenfalls per Schall oder elektrisch über ein Kabel (z. B. bei Einsätzen mit einem ROV).
Die Zeitunterschiede, mit denen das Signal die einzelnen Hydrophone erreicht, erlauben die Bestimmung der Einfallsrichtung der Schallwellen in Bezug auf das Schiff. Änderungen dieser Richtung beruhen nicht nur auf den tatsächlichen Bewegungen des Objekts, sondern insbesondere auch auf Stampfen und Rollen des Schiffs, das deshalb Inertialsensoren besitzt.
Die relative Position bezogen auf das Schiff kann in eine absolute Position (relativ zum Grund) überführt werden, wenn der Ort und die Orientierung des Schiffs bekannt ist, z. B. durch Satellitennavigation.
Durch thermohaline Schichtung und entsprechende Variation der Schallgeschwindigkeit weicht die Einfallsrichtung der Wellenfronten von der Richtung zum Objekt ab, beim Durchgang von internen Wellen auch schwankend. Ein weiteres, am Grund ortsfestes Hydrophon verbessert die Genauigkeit des Verfahrens erheblich. Bei einem großen, exakt vermessenen Array von Hydrophonen am Grund spricht man von einem Long-Baseline-System (LBL).